# De Dion-Bouton Type EJ 2
Der De Dion-Bouton Type EJ 2 ist ein Pkw-Modell aus der Anfangszeit des 20. Jahrhunderts. Hersteller war De Dion-Bouton aus Frankreich.

## Beschreibung
Die Zulassung durch die nationale Zulassungsbehörde erfolgte am 30. Juli 1913. Vorgänger war der Type DW 2, der bis auf eine andere Hinterradfederung sehr ähnlich war.
Der Zweizylindermotor hat 66 mm Bohrung, 120 mm Hub, 821 cm³ Hubraum, war damals in Frankreich mit 5/7 Cheval fiscal (Steuer-PS) eingestuft und leistet etwa genauso viel PS. Er ist vorne im Fahrgestell montiert und treibt über ein Dreiganggetriebe und eine Kardanwelle die Hinterräder an. Der Wasserkühler befindet sich direkt vor dem Motor und hinter einem deutlich sichtbaren Kühlergrill.
Die Basis bildet ein Pressstahlrahmen. Der Radstand beträgt 2137 mm, die Spurweite 1150 mm. Das Fahrzeug ist 3130 mm lang und 1350 mm breit. Die Vorderräder haben zehn Speichen, die Hinterräder zwölf.
Bekannt sind Aufbauten als Phaeton, Tonneau und Doppelphaeton.
Das Modell wurde bis 1914 produziert. Es gab keinen Nachfolger.